# Юркі Ярвілехто
Ю́ркі Юхані Я́рвіле́хто (також Ю́ркія́рві Ле́хто, Джей-Джей Лехто; фін. Jurki Juhani  Järvilehto, Jurkijärvi Lehto, J J Lehto) — фінський автогонщик, пілот Формули-1, дворазовий (1995, 2005) переможець 24 годин Ле-Мана, переможець ALMS 2004 року, а також пілот CART (1998), DTM (1995, 2002), ALMS (1999—2005), FIA GT (1997) та SpeedCar (2008).